# Ellen Osiier
Ellen Osiier   (Hjørring, 13 d'agost de 1890 - Copenhaguen, 6 de setembre de 1962) va ser una tiradora d'esgrima danesa, especialista en floret, que va competir durant la dècada de 1920.
Osiier fou la primera campiona olímpica d'esgrima. El 1924 va prendre part en els Jocs Olímpics de París, on guanyà la medalla d'or en la competició de floret individual del programa d'esgrima. El seu marit, Ivan Osiier, va prendre part en set edicions dels Jocs Olímpics, entre el 1908 i el 1948 i va guanyar una medalla olímpica.